# Cyclomia eugraphiata
Cyclomia eugraphiata är en fjärilsart som beskrevs av Walker 1863. Cyclomia eugraphiata ingår i släktet Cyclomia och familjen mätare. Inga underarter finns listade i Catalogue of Life.